# India International Challenge 2024
Die India International Challenge 2024 im Badminton fand vom 12. bis zum 17. November 2024 als CM TROPHY India International Challenge 2024 in Raipur statt. Es war die dritte Auflage der Turnierserie, wobei die ersten beiden Auflagen als India Chattisgarh International ausgetragen wurden.

## Medaillengewinner
| Disziplin    | Gold                                               | Silber                                 | Bronze                                     |
| ------------ | -------------------------------------------------- | -------------------------------------- | ------------------------------------------ |
| Herreneinzel | Mithun Manjunath                                   | B. M. Rahul Bharadwaj                  | Rithvik Sanjeevi Satish Kumar              |
| Herreneinzel | Mithun Manjunath                                   | B. M. Rahul Bharadwaj                  | S. Sankar Muthusamy Subramanian            |
| Dameneinzel  | Rakshitha Sree Santhosh Ramraj                     | Tanvi Patri                            | Isharani Baruah                            |
| Dameneinzel  | Rakshitha Sree Santhosh Ramraj                     | Tanvi Patri                            | Shriyanshi Valishetty                      |
| Herrendoppel | Hariharan Amsakarunan Ruban Kumar Rethinasabapathi | Dingku Singh Konthoujam Amaan Mohammad | Rohit Jayakumar Vishnu Sreekumar           |
| Herrendoppel | Hariharan Amsakarunan Ruban Kumar Rethinasabapathi | Dingku Singh Konthoujam Amaan Mohammad | Chayanit Joshi Mayank Rana                 |
| Damendoppel  | Arathi Sara Sunil Varshini Viswanath Sri           | Kavya Gupta Radhika Sharma             | Vaishnavi Khadkekar Alisha Khan            |
| Damendoppel  | Arathi Sara Sunil Varshini Viswanath Sri           | Kavya Gupta Radhika Sharma             | Riduvarshini Ramasamy Nardhana Ravishankar |
| Mixed        | Rohan Kapoor Ruthvika Shivani                      | Ashith Surya Amrutha Pramuthesh        | Phuwanat Horbanluekit Fungfa Korpthammakit |
| Mixed        | Rohan Kapoor Ruthvika Shivani                      | Ashith Surya Amrutha Pramuthesh        | Chayanit Joshi Kavya Gupta                 |